# Frederiksberg Runddel
Frederiksberg Runddel er en plads foran hovedindgangen til Frederiksberg Have, for enden af Frederiksberg Allé på Frederiksberg i København.
Den fredelige og idylliske plads bruges ofte til forskellige arrangementer. Om vinteren er ofte en skøjtebane på pladsen.

## Historie
Frederiksberg Runddel, der trods navnet aldrig har været særligt rund, blev etableret omkring 1670, da dronning Sophie Amalie fik bygget en lille sommerresidens, hvor hovedindgangen til Frederiksberg Have nu er. Den trefløjede ejendom blev kendt som Prinsens Gård, efter at den overgik til kronprins Frederik, der efter at være blevet kronet som Frederik 4. erstattede den med Frederiksberg Slot på toppen af den nærliggende Frederiksberg Bakke.
I 1744 ombyggede Nicolai Eigtved den sydlige fløj til et orangeri. Hovedfløjen brændte i 1753  og blev ikke genopbygget. I stedet opførtes hovedindgangen til Frederiksberg Have mellem de to overlevende fløje i 1755.
22. oktober 1863 åbnede det engelsk ejede Copenhagen Railway Company den første sporvejslinje i København fra Frederiksberg Runddel ad Frederiksberg Allé og Vesterbrogade til Trommesalen.

## Omkring pladsen
Hovedindgangen til Frederiksberg Have blev opført i 1755, efter hovedfløjen i Prinsens Gård på stedet brændte to år før. Hovedindgangen blev tegnet af Lauritz de Thurah, der var blevet generalbygmester efter Eigtveds død. Vaserne på toppen af de to sandstenssøjler blev udformet af billedhuggeren Johann Friedrich Hännel.
På hjørnet af Pile Allé lå Storm P. Museet, der er dedikeret til humoristen, tegneren, maleren og skuespilleren Robert Storm Petersen, bedre kendt som Storm P.. Bygningen var oprindelig politistation og fungerede fra 1886 som administrationsbygning for begravelser, før den blev ombygget til museum.
Det kongelige danske Haveselskab havde oprindelig til huse længere nede ad Frederiksberg Allé og flyttede til sin nuværende placering i 1882. Ført var det en del af slotsparkens læge- og grøntsagshave.